# Beijing Schmidt CCD Asteroid Program
Beijing Schmidt CCD Asteroid Program fue un programa astronómico organizado por el observatorio de Pekín y financiado por la Academia China de las Ciencias. Su objetivo fue descubrir cometas y asteroides cercanos a la Tierra (NEO).

## Descubrimientos
Entre 1995 y 1999, periodo en que el programa estuvo en funcionamiento, detectó un nuevo cometa, 2460 nuevos asteroides y observó otros 43 860 asteroides, lo que le convirtió en el quinto proyecto de observación de asteroides con más descubrimientos en ese momento. Cinco de los asteroides que se descubrieron fueron NEO, dos de los cuales fueron considerados como potencialmente peligrosos (PHA). En 2002, un NEO fue descubierto cerca de la Luna.
Por alguna razón, cerca de la mitad de sus descubrimientos son acreditados por el Centro de Planetas Menores (MPC) para "BAO Schmidt" y la otra mitad "de Beijing Schmidt". Es muy probable que ambos sean el mismo programa.
- Datos: Q814731
- Multimedia: Observatories in China / Q814731